# Тюрьма Кентербери
Тюрьма Её Величества Кентербери ― бывшая тюрьма в городе Кентербери, Кент, Англия. Находилась в ведении Пенитенциарной службы Её Величества. Здание тюрьмы было приобретено Кентерберийским университетом Крайст-Черч в апреле 2014 года.

## История
Тюрьма в Кентербери была основана в 1808 году. Также служила архивом Министерства внутренних дел во время Первой мировой войны. Во время Второй мировой войны была местом временного содержания под стражей моряков и офицеров Королевского ВМФ. В 1946 году снова стала обычной гражданской тюрьмой. В 2002 году стала учебной тюрьмой категории С, а в 2006 году ― тюрьмой для иностранных граждан.
В 2003 году комитет тюремной реформы признал тюрьму Кентербери одним из самых переполненных мест заключения в стране: по их данным, она была населена сверх нормы на 57 %. Два года спустя Лига Говарда за реформу уголовного правосудия раскритиковала тюрьму за высокий уровень самоубийств среди заключённых.
В 2007 году Кентерберийская тюрьма была преобразована для содержания в Великобритании исключительно иностранных граждан. Это решение должно было позволить улучшить работу специализированных иммиграционных и языковых служб, улучшить условия для иностранных заключённых, а также позволить чиновникам эффективнее работать над депортацией как можно большего количества заключённых (по завершении их срока отбытия наказания).
В 2008 году королевская принцесса посетила Кентербери в рамках празднования 200-летия тюрьмы.
10 января 2013 года Министерство юстиции Великобритании объявило, что Кентербери и ещё пять тюрем в стране будут закрыты. Тюрьма была официально закрыта 31 марта 2013 года. Её здание было выставлено на продажу в марте 2014 года. В апреле того же года было объявлено, что Кентерберийский университет Крайст-Черч приобрёл бывшую тюрьму и проводит консультации по использованию этого места для размещения студентов в кампусе Северного Холмса.